# Wajdi Hajji
Wajdi Hajji (ar. وجدي حاجي ;ur. 20 listopada 1999) – tunezyjski judoka. Startował w Pucharze Świata w 2022 i 2023. Srebrny medalista mistrzostw Afryki w 2022. Pierwszy w drużynie na igrzyskach panarabskich w 2023. Siódmy na igrzyskach śródziemnomorskich w 2022 roku.